# 사토 타케루
사토 타케루(일본어: 佐藤 健 さとう たける[*], 1989년 3월 21일 ~ )는 일본의 배우이다. 사이타마현 사이타마시 이와쓰키구 출신. Co-LaVo 소속. 신장은 170cm, 혈액형은 A형이다.

## 약력
사이타마 현립 고시가야키타 고등학교 졸업.(이과계) 고등학교 2학년 때 처음으로 방문한 도쿄도 하라주쿠에서 스카우트 되어, 아뮤즈에 소속. 2006년, TV 드라마 《프린세스 프린세스D》에서 코노 토오루 역으로 배우 데뷔했다.
2007년 1월, 헤이세이 가면라이더 시리즈 제8탄 《가면라이더 덴오》의 노가미 료타로 역으로 연속 드라마 첫 주연. 또한 같은 해 8월 《가면라이더 덴오 이몸, 탄생!》으로 영화 첫 출연하며 첫 주연을 완수했다.
2010년 1월, NHK 대하드라마 《료마전》의 오카다 이조 역으로 대하드라마 첫 출연 및 사극 첫 도전. 같은 해 2월에는 같은 아뮤즈 소속 배우 미우라 하루마와의 공동 기획 작품으로 DVD 〈HT ~NY의 중심에서 냄비를 쪼아~〉를 발매. 본작은 첫주 판매량이 12,000장이 되고, 같은 해 3월 1일자 오리콘 DVD 랭킹에서 종합 5위를 차지, 일본 남자 배우의 「아이돌 이미지 작품 부문」에서 역대 최고를 기록했다. 이에 따라 2008년 2월 25일자의 이 부문 단독 작품인 〈My Color〉(첫주 판매량 4,000장)에 의해 당시의 최고 기록이였던 13위를 경신했다. 같은 해 10월, 토요일 드라마 《Q10》의 후카이 헤이타 역으로 골든 타임 드라마 첫 주연을 완수했다.
2012년 4월 첫 무대 《로미오 & 줄리엣》에서 로미오 역으로 출연했다. 같은 해 8월 주연 영화 《바람의 검심》이 공개. 2014년에 속편인 《바람의 검심 - 교토대화재편》, 《바람의 검심 - 전설의 최후편》의 2부작이 연속 공개되었다.
2015년 4월 TBS 일요극장 《천황의 요리사》에서 주인공·아키야마 토쿠조 역으로 출연, 모든 요리 장면을 대역없이 연기했다. 동년 제20회 부산 국제 영화제 〈아시아 캐스팅 마켓 2015〉에서 나가사와 마사미와 함께 캐스팅보드 일본 대표로 선출되었다.
2017년 12월 영화 《8년을 뛰어넘은 신부》로 제41회 일본 아카데미상 우수 남우주연상을 수상했다.
2018년 12월 헤이세이 가면라이더 20편 기념 《가면라이더 헤이세이 제네레이션즈 FOREVER》에 10년 만에 노가미 료타로 역을 맡았다.
2020년 3월 18일, 유튜브 공식 채널을 개설. 3일 후인 3월 21일 구독자 수가 100만명을 돌파했다.
2021년 3월 말에는 독립을 선언하고, 4월 1일부터 아뮤즈가 출자한 새로운 회사 Co-LaVo로 이적했다. 같은 해 4월과, 6월에 《바람의 검심 - 최종장 The Final》과 《바람의 검심 - 최종장 The Beginning》이 2작 연속 공개되어 2011년 크랭크인부터 약 10년에 걸쳐 주연을 맡은 실사판 〈바람의 검심 시리즈〉가 완결되었다.

## 인물·기호·교우 관계
- 취미는 보드게임 오델로.[17][18] 스스로 “연예계에 한에서 강한 자신감이 있다”며 2014년에는 NTV의 기획에서 세계 챔피언과도 공개적으로 대국을 실시했다. 그리고 그 수수께끼도 좋아한다.[19]

- 특기는 브레이크 댄스.[1] 《가면라이더 덴오》에서도 댄스 장면이 있다. 춤에 너무 열중한 나머지 학교 수업 때는 자고만 있었고,[20] 연애도 하지 않았기 때문에 고등학교 생활에 후회가 남아있다고 영화 《바쿠만》 고교생 한정의 우정 시사회에서 밝혔다.[21]

- 초등학생 때부터 야구를 하고 있으며,[22] 중학교 때는 야구부에 소속. 포지션은 센터·레프트였다. 소림사 권법에서는 블랙 벨트를 보유하고 있다.[23]

- 본가에서 〈코치로〉와 〈푸치로〉라는 두 마리의 고양이를 기르고 있으며,[24] 예전 공식 블로그 〈WITH〉와 공식 LINE 계정에 사진과 함께 소개 되어 있다.[주 2][주 3][25]

- 《루키즈》에서의 오카다 유야 역으로[26] 험상 짓거나, 《천황의 요리사》에서 아키야마 토쿠조 역에서 빡빡머리 등[27] 주어진 역할에 도전하는 것에 헤어스타일 등과 함께 자신 이미지를 바꿔가는 것도 마다하지 않는다.[28] “무슨 색이라도 빨리될 상태가 이상적이다”고 자신을 분석하고 있다.[28]

- 사쿠라다 도리,[주 4] 시로타 유우,[29], 미우라 쇼헤이,[30] 카미키 류노스케 등과 사생활 적으로도 교류가 있고, 치도리의 노브와도 친하다.[31]

- 고교 시절 친구로부터 권유받아 ONE OK ROCK 음악을 듣고, 보컬 Taka의 목소리에 충격을 받았다고 한다. 그 후, 자신과 같은 사무소에 소속하고 있는 것을 알고, 개인적으로 교류를 가질 기회를 얻었다.[32][33][34]. 이후 둘이서 식사에 외출하거나 Taka가 만든 카레에 입맛을 다시는 등 친구라고 부를 정도의 사이가 됐다고 한다. 자신이 주연을 맡은 영화 《바람의 검심》에서는 ONE OK ROCK이 주제가를 담당하고 있다.[33]

- 좋아하는 아티스트는 Mr.Children,[35] ONE OK ROCK. 좋아하는 여배우는 후카츠 에리.[36]

- 좋아하는 음식은 코하다, Taka가 만든 카레,[34] 스키야,[주 5][37] 뻬얀구 야키소바.[주 6][38]

- 자신의 영웅은 《명탐정 코난》의 에도가와 코난이라고 예전부터 계속해 답해오고 있으며,[39] 만화를 계속 애독하고 있기 때문에 2014년에는 원작자 아오야마 고쇼와도 대담을 하고 있다.[40]

## 출연 작품
역할의 굵은 표시는 주연 작품

### 텔레비전 드라마
| 방송일자                          | 제목                                                                                       | 역할                            | 방송사    | 비고   |
| --------------------------------- | ------------------------------------------------------------------------------------------ | ------------------------------- | --------- | ------ |
| 2006년 6월 28일 ~ 9월 13일        | 프린세스 프린세스D                                                                         | 코노 토오루                     | TV 아사히 |        |
| 2007년 1월 28일 ~ 2008년 1월 20일 | 가면라이더 덴오                                                                            | 노가미 료타로 / 가면라이더 덴오 | TV 아사히 |        |
| 2007년 2월 19일·26일·3월 14일     | 사신의 발라드 제7화·제8화·제11화                                                           | 이치하라 칸타로                 | TV 도쿄   |        |
| 2008년 4월 19일 ~ 7월 26일        | 루키즈                                                                                     | 오카다 유야                     | TBS       |        |
| 2008년 10월 ~ 12월                | 블러디 먼데이 Season1                                                                      | 쿠조 오토야                     | TBS       |        |
| 2009년 1월 13일 ~ 3월 17일        | 메이의 집사                                                                                | 시바타 켄토                     | 후지 TV   |        |
| 2009년 6월 13일·20일              | 미스터 브레인 제4화·제5화                                                                  | 나카가와 마사루                 | TBS       |        |
| 2009년 6월 30일                   | MW -뮤- 제0장 : 악마의 게임                                                                | 모리오카 타카시                 | NTV       |        |
| 2009년 8월 25일                   | 정말로 있었던 무서운 이야기 10주년 기념 교토 파워 스팟 투어 SP 〈얼굴의 길〉               | 후지사와 쇼타로                 | 후지 TV   |        |
| 2010년 1월 3일 ~ 11월 28일        | 대하드라마 〈료마전〉                                                                      | 오카다 이조                     | NHK       |        |
| 2010년 1월 23일 ~ 3월 20일        | 블러디 먼데이 Season2                                                                      | 쿠조 오토야                     | TBS       |        |
| 2010년 10월 16일 ~ 12월 11일      | Q10                                                                                        | 후카이 헤이타                   | NTV       | [ 8 ]  |
| 2011년 1월 16일 ~ 3월 20일        | 겨울의 벚꽃                                                                                | 이나바 하지메                   | TBS       |        |
| 2011년 8월 13일                   | 토요 프리미엄 〈최후의 인연·오키나와, 갈라져 찢긴 형제 ~철혈근황대와 일본계 미군의 진상~〉 | 아가리에 코지                   | 후지 TV   | [ 41 ] |
| 2013년 1월 13일 ~ 3월 17일        | 솔개                                                                                       | 이치카와 아키라                 | TBS       |        |
| 2014년 4월 15일 ~ 6월 24일        | 비터 블러드 ~최악이자 최강의 부자형사~                                                     | 사하라 나츠키                   | 후지 TV   |        |
| 2015년 4월 26일 ~ 7월 12일        | 천황의 요리사                                                                              | 아키야마 토쿠조                 | TBS       |        |
| 2018년 4월 2일 ~ 9월 29일         | 연속 TV 소설 〈절반, 푸르다.〉                                                             | 하기오 리츠                     | NHK       | [ 42 ] |
| 2018년 7월 10일 ~ 9월 18일        | 의붓 엄마와 딸의 블루스                                                                    | 무기타 아키라                   | TBS       |        |
| 2019년 10월 12일                  | 정말로 있었던 무서운 이야기 20주년 스페셜 〈원망의 눈빛〉                                  | 미야자키 타카시                 | 후지 TV   |        |
| 2020년 1월 2일                    | 의붓 엄마와 딸의 블루스 2020년 근하신년 스페셜                                             | 무기타 아키라                   | TBS       |        |
| 2020년 1월 14일 ~ 3월 17일        | 사랑은 계속될 거야 어디까지나                                                              | 텐도 카이리                     | TBS       | [ 43 ] |
| 2022년 1월 2일                    | 의붓 엄마와 딸의 블루스 2022년 근하신년 스페셜                                             | 무기타 아키라                   | TBS       |        |
| 2023년 1월 13일 ~ 3월 17일        | 백만 번 말할 걸 그랬어                                                                     | 토리노 나오키                   | TBS       |        |
| 2024년 1월 2일                    | 의붓 엄마와 딸의 블루스 FINAL 2024 근하신년 스페셜                                         | 무기타 아키라                   |           |        |

### 영화
| 개봉일자                | 제목                                      | 역할                            | 배급사                      | 비고          |
| ----------------------- | ----------------------------------------- | ------------------------------- | --------------------------- | ------------- |
| 2007년 8월 4일          | 가면라이더 덴오 이몸, 탄생!               | 노가미 료타로 / 가면라이더 덴오 | 도에이                      |               |
| 2008년 4월 12일         | 가면라이더 덴오&키바 클라이막스 형사      | 노가미 료타로 / 가면라이더 덴오 | 도에이                      |               |
| 2008년 10월 4일         | 가면라이더 덴오 파이널 카운트다운         | 노가미 료타로 / 가면라이더 덴오 | 도에이                      |               |
| 2009년 5월 1일          | GOEMON                                    | 오오사와 타카오 (청년 시절)     | 쇼치쿠 / 워너 브라더스 영화 |               |
| 2009년 5월 30일         | 루키즈: 졸업                              | 오카다 유야                     | 도호                        |               |
| 2010년 5월 8일          | 극장판 TRICK 영능력자 배틀로얄            | 나카모리 쇼헤이                 | 도호                        |               |
| 2010년 9월 4일          | BECK                                      | 다나카 유키오 (코유키)          | 쇼치쿠                      |               |
| 2012년 8월 25일         | 바람의 검심                               | 히무라 켄신                     | 워너 브라더스 영화          |               |
| 2013년 6월 1일          | 리얼 완전한 수장룡의 날                   | 후지타 코이치                   | 도호                        |               |
| 2013년 12월 14일        | 그녀는 거짓말을 너무 사랑해               | 오가사와라 아키                 | 쇼치쿠                      |               |
| 2014년 8월 1일·9월 13일 | 바람의 검심 교토 대화재편 / 전설의 최후편 | 히무라 켄신                     | 워너 브라더스 영화          |               |
| 2015년 6월 6일          | 화장실의 피에타                           | 청소원                          | 쇼치쿠                      |               |
| 2015년 10월 3일         | 바쿠만                                    | 마시로 모리타카                 | 도호                        |               |
| 2016년 5월 14일         | 세상에서 고양이가 사라진다면              | 나 / 의문의 존재                | 도호                        |               |
| 2016년 10월 15일        | 누구                                      | 니노미야 타쿠토                 | 도호                        |               |
| 2017년 9월 30일         | 아인                                      | 나가이 케이                     | 도호                        | [ 44 ]        |
| 2017년 12월 16일        | 8년을 뛰어넘은 신부                       | 나카하라 히사시                 | 쇼치쿠                      | [ 45 ]        |
| 2018년 4월 20일         | 이누야시키 : 히어로 vs 빌런               | 시시가미 히로                   | 도호                        |               |
| 2018년 10월 19일        | 억남                                      | 오오쿠라 카즈오                 | 도호                        | [ 46 ]        |
| 2018년 11월 23일        | 하드-코어                                 | 곤도 사콘                       | KADOKAWA                    |               |
| 2018년 12월 22일        | 가면라이더 헤이세이 제네레이션즈 FOREVER  | 노가미 료타로 / 가면라이더 덴오 | 도에이                      | 특별 출연     |
| 2019년 2월 22일         | 사무라이 마라톤                           | 카라사와 진나이                 | 가가                        | [ 48 ]        |
| 2019년 11월 8일         | 하룻밤                                    | 이나무라 유지                   | 닛카쓰                      |               |
| 2020년 3월 20일         | 한번 죽어 봤다                            | 고급 클럽의 남자                | 쇼치쿠                      | [ 49 ]        |
| 2021년 4월 23일·6월 4일 | 바람의 검심 최종장 더 파이널 / 더 비기닝  | 히무라 켄신                     | 워너 브라더스 영화          | [ 50 ] [ 51 ] |
| 2021년 10월 1일         | 보호받지 못한 사람들                      | 도네 야스히사                   | 쇼치쿠                      |               |
| 2024년 3월 22일         | 4월이 되면 그녀는                         | 후지시로 슌                     | 도호                        |               |
| 2024년 12월 13일        | 일하는 세포                               | 백혈구 역                       | 워너 브라더스 영화          |               |

### 무대
| 공연일자                                      | 제목            | 역할   | 공연장소                          | 비고   |
| --------------------------------------------- | --------------- | ------ | --------------------------------- | ------ |
| 2012년 5월 2일 ~ 5월 27일 5월 31일 ~ 6월 10일 | 로미오 & 줄리엣 | 로미오 | 아카사카 ACT 시어터 / 극장 BRAVA! | [ 52 ] |

### 극장판·TV 애니메이션
| 개봉일자        | 제목                      | 역할          | 배급사/방송사 | 비고              |
| --------------- | ------------------------- | ------------- | ------------- | ----------------- |
| 2007년 8월 3일  | 폭풍을 부르는 덴오VS신오  | 노가미 료타로 | TV 아사히     | TV 애니메이션     |
| 2019년 8월 2일  | 드래곤 퀘스트: 유어스토리 | 류카          | 도호          | 극장판 애니메이션 |
| 2021년 7월 16일 | 용과 주근깨 공주          | 용 / 메구미   | 도호          | 극장판 애니메이션 |

### WEB·전달 드라마
- 의붓 엄마와 딸 사이의 페르마타 (2020년 1월 2일 ~ 4일, Paravi) - 무기타 아키라 역[55]
- 아직 사랑은 계속될꺼야 어디까지나 최종화 (2020년 3월 17일, Paravi) - 텐도 카이리 역
- First Love 첫사랑 (2022년 예정, 넷플릭스) - 나미키 세이토 역[주 17][56]
- 글래스 하트(2025년 전달 예정, 넷플릭스) - 후지타니 나오키 역

### 오리지널 비디오
- 가면라이더 덴오 초배틀 DVD ~노래하고, 춤추는, 대특훈!~ (2007년) - 노가미 료타로 역

## 그 외 출연

### 정보·다큐멘터리
- 알몸으로 하고 싶은 남자 〈사토 타케루〉 (2012년 3월 31일, NHK BS 프리미엄)[57]
- SWITCH 인터뷰 달인들 〈키자라 이즈미 (작가) × 사토 타케루 (배우)〉 (2014년 11월 8일, NHK E 텔레)[58]
- 더 프리미엄 시리즈 알려지지 않은 고대 문명 (NHK BS 프리미엄) - 네비게이터[59]
  - 제1회 〈발견! 나스카·대지에 숨겨진 미지의 지상 그림〉 (2016년 12월 3일)
  - 제2회 발견! 〈마야 밀림에 숨겨진 피라미드와 신비의 돌 무대 〉(2016년 12월 10일)
- NHK 스페셜 〈도쿄 기적〉 - 네비게이터
  - 제1회 〈미식의 도시 계승하는 ‘츠키지의 영혼’〉 (2019년 1월 13일)
  - 제2회 〈거대한 철도망 초단위의 투쟁〉 (2019년 6월 29일)
  - 제3회 〈최강 제품 애니메이션〉 (2019년 12월 17일)
  - 제4회〈 전통 원더랜드〉 (2020년 1월 1일)
- 나비 효과 그 날이 있기 때문에 지금이 있다 (2022년 1월 11일, NHK 종합) - 네비게이터

### 기타 프로그램
- 사토 타케루 & 치도리 노브여! 이 수수께끼를 풀어봐! - 천재 수수께끼 집단으로부터의 도전장~ (2021년 1월 11일, TBS)[31]
- 사토 타케루 & 치도리 노브여! 이 수수께끼를 풀어봐! (2021년 8월 9일, TBS)[60]
- 사토 타케루 & 치토리 노브여! 이 수수께끼를 풀어봐! (2022년 1월 17일, TBS)

### 라디오
- 사토 타케루의 올 나이트 닛폰 GOLD (2012년 8월 17일, 닛폰 방송) - 퍼스널리티
- 사토 타케루의 올 나이트 닛폰 GOLD~영화 〈카노우소〉 SP (2013년 12월 20일, 닛폰 방송) - 퍼스널리티[61]
- 사토 타케루의 올 나이트 닛폰 GOLD~영화 〈바람의 검심〉 SP (2014년 8월 8일, 닛폰 방송) - 퍼스널리티[62]
- 사토 타케루의 올 나이트 닛폰 GOLD~영화 〈아인〉 스페셜 (2017년 9월 29일, 닛폰 방송) - 퍼스널리티[63]
- 안녕하세요. 사토 타케루·히라테 토모나의 크리스마스 라디오 presented by Häagen-Dazs (2021년 12월 17일, TOKYO FM)

### PV
- Bahashishi
  - 〈오아시스 (オアシス)〉 (2007년)
  - 〈약속 (約束)〉 (2007년)
  - 〈기적 (キセキ 키세키[*])〉 (2007년)
- Mayday 〈Do You Ever Shine?〉 (2014년)
- HARUHI 〈변형 (ひずみ 히즈미[*])〉 (2016년)

### 광고 (CM)
- 오츠카 제약 오로나민 C 〈가면라이더 덴오〉편 (2007년)
- 반다이 〈가면라이더 덴오 DX 덴오 벨트· DX 덴갓샤〉 (2007년)
- 나이키 재팬 〈저지〉 (2007년 ~ 2008년) ※지면
- HUDSON 〈노려라! 낚시 마스터 세계에 챌린지!〉편 (2008년)
- Right-on (2008년·2009년)
- 롯데
  - 가나 초콜릿 〈어머니의 날 가나〉편 (2009년 5월)
  - Fit's (2009년 ~ )
  - 롯데 아이스 〈Coolish〉 (2009년)
  - 카프카 (2013년)
  - 소우 (2014년 6월 ~ )
  - 그린껌 (2014년)
  - 노도아메 (2014년)
- 이토엔 〈W BLACK / MINERAL SPARKIES〉 (2009년)
- 고세 코스메 포토 〈코스 매직〉 (2010년)
- 산토리
  - 호로요이 (2010년 ~ 2015년, 2018년 12월 ~ )
  - 산토리 그룹 응원 CM (2011년)
  - 산토리 위스키 〈치타〉 (2015년 11월 ~ )
- Sony Music Japan International Inc. 〈타임 프라이스...1994-2009 / Oasis〉 (2010년)
- NTT 동일본 〈후렛트 포터블〉 (2010년 ~ 2013년)
- JP 유초 은행 - 나가사와 마사미, 사쿠라바 나나미, 쇼후쿠테이 츠루베 등과 공동 출연
  - 일본 전국, 우편 저금 가족 (2010년 ~ 2015년 12월)
  - 유초 은행 거리 잇쵸메의 사람들 (2015년 3월 ~ 12월)
- 에이스쿡 〈JANJAN 소스 볶음면〉 (2010년 ~ )
- Panasonic 〈LUMIX GF2〉, 〈LUMIX GF3〉 (2010년 ~ 2013년) - 아야세 하루카와 공동 출연
- 일본중앙경마회(JRA) 〈CLUB KEIBA〉 (2011년)
- 뉴발란스 재팬 〈PF-FLYERS〉 (2011년 2월 ~ 3월)
- 라이온 〈스마일 연락처〉 (2011년 ~ 2013년)
- 미쓰비시 자동차 〈eK 사용자 정의〉 (2013년)
- 슈에이샤 문고 나쯔이찌 캠페인 16대째 이미지 캐릭터 (2014년)
- Rawlings(롤링스) 재팬 이미지 캐릭터 (2014년·2015년)
- 닛신 식품
  - 컵누들 (2015년 6월 ~ )
  - 돈베이 (2015년 10월 ~ )
- 스트라이프 인터내셔널 〈earth music & ecology〉 (2016년 3월 ~ )
- 도요타 자동차 〈TOYOTA GAZOO Racing〉 (2016년 8월 ~ )
- 소프트뱅크 〈시라토케〉 (2016년 9월)
- 크라시에 홀딩스 〈나이브〉 (2017년 3월 ~ )
- 포켓몬
  - Pokémon GO (2018년 8월 ~ )
  - 포켓몬 카드 게임 (2020년 11월 ~ )
- 점보 복권 〈드림 점보 복권〉 (2019년 4월 ~ )
- 아지노모토 〈퓨어 셀렉트 마요네즈〉 (2019년 4월 ~ )
- 하겐다즈 재팬 〈미니컵 그린티〉 (2019년 7월 ~ )
- NTT 도코모 〈5G〉 (2020년 2월 ~ )
- 오바야시구미 기업 광고 이미지 캐릭터 (2021년 1월 ~ )
- 맨담 〈GATSBY〉 (2021년 2월 ~ )
- 인터넷 전용 복권 〈퀵 원〉 (2022년 4월 ~ )
- Waqoo 〈Cobody Slim+〉 (2022년 4월 ~ ) - 커뮤니케이션 디렉터

## 음반

### CD
- 프린세스 프린세스D 캐릭터 송 시리즈
  - Vol.1 〈Treasure〉 (노래 : 유타카 미코토 < 카마카리 켄타 > ·시호다니 유지로<후지타 레이> · 코노 토오루 <사토 타케루>) (2006년 8월)
  - Vol.5 〈YES!〉 (노래 : 코노 토오루 <사토 타케루>) (2006년 12월)
- Double-Action (노래 : 노가미 료타로 & 모모 타로스 <사토 타케루 & 세키 토시히코 >) (2007년 4월)
- PERFECT-ACTION -DOUBLE-ACTION COMPLETE COLLECTION- (2007년 8월)
  - 〈Double-Action〉 (노래 : 노가미 료타로 & 모모 타로스 <사토 타케루 & 세키 토시히코>)
  - 〈Double-Action Rod form」〉 (노래 : 노가미 료타로 & 우라타 로스 <사토 타케루 & 유사 코지 >)
  - 〈Double-Action Ax form〉 (노래 : 노가미 료타로 & 킨타로 <사토 타케루 & 테라소마 마사키 >)
  - 〈Double-Action Gun form〉 (노래 : 노가미 료타로 & 류 타로스 <사토 타케루 & 스즈무라 켄이치 >)
- Real-Action (노래 : 노가미 료타로 <사토 타케루>) (2007년 9월)
- Double-Action Wing form (노래 : 노가미 료타로 & 지크 <사토 타케루 & 미키 신이치로 >) (2008년 3월)

### DVD
- My Color (2008년 2월, 아뮤즈 소프트 엔터테인먼트)
- HT ~NY의 중심에서 냄비를 쪼아~ (2010년 2월, 아뮤즈 소프트 엔터테인먼트)
- HT ~적도 바로 아래에서 냄비를 쪼아~ (2011년 11월, 아뮤즈 소프트 엔터테인먼트)

## 저서

### 사진집
- Intently (2008년 1월 24일, 각켄 홀딩스) ISBN  978-4-05-403617-8
- 심호흡. (2009년 1월 11일, 와니북스) ISBN 978-4-8470-4148-8
- NOUVELLES (2011년 1월 21일, 매거진 하우스) ISBN 978-4-8387-2225-9
- ALTERNATIVE (2014년 7월 24일, 매거진 하우스) ISBN 978-4-8387-2640-0
- X (ten) (2016년 9월 12일, 와니북스) ISBN 978-4-8470-4850-0

### 기타
- CD 포토 북 〈Pre-go ~ZERO~〉 (2007년, 아뮤즈)
- 블로그 책 〈400DAYS〉 (2008년 7월 28일, 와니북스)[주 18][26] ISBN 978-4-8470-1791-9
- TAKERU MAGAZINE (아뮤즈)
  - VOL.1 (2008년 7월)
  - VOL.2 (2008년 10월)
  - VOL.3 (2009년 1월)
  - Last (2009년 3월)
- TAKERU MAGAZINE PLUS (아뮤즈)
  - Vol.1 (2009년 12월)
  - Vol.2 (2010년 3월)
  - Vol.3 (2010년 8월)
  - Vol.4 (2010년 12월)
  - Last (2011년 4월)
- TAKERU SATOH PROFILE 2007-2010 〈So Far So Good!〉 (2010년 10월 15일, 주부와 생활사) ISBN 978-4-391-13965-5
- 6 1/2 ~2007-2013 사토 타케루 6년 반~ (도쿄 뉴스 통신사)[주 19][64]
  - vol.1 체리 (2013년 11월 29일) ISBN 978-4-86336-359-5
  - vol.2 락 발라드 (2013년 12월 6일) ISBN 978-4-86336-360-1
  - vol.3 바람 (2013년 12월 13일) ISBN 978-4-86336-361-8
- 후루이치 노리토시 〈절망의 나라 행복한 젊은이들〉 코단샤 <코단샤 +α 문고> 2015년 10월.  - 호쇼에 후루이치와의 대담이 게재되고 있다. ISBN 978-4-06-281612-0
- 루로우니혼 구마모토에 (2017년 4월 14일, 와니북스)[65] ISBN 978-4-8470-9564-1
- [사토 타케루 in 절반 푸르다.] PHOTO BOOK (2018년 9월 5일, 도쿄 뉴스 통신사)[66] ISBN 978-4-86336-812-5

### 잡지 연재
- 학연 POTATO 〈사토 타케루 칼럼 시작하겠습니다.〉 (2007년 6월호 143 ~ )[주 20]
- 도쿄 뉴스 통신사 〈주간 TV 가이드 「타케루 모드」〉 (2007년 여름 ~ 2013년)[28]

## 수상 경력
| 연도   | 시상식                                | 부문                                   | 작품                                       | 출처          |
| ------ | ------------------------------------- | -------------------------------------- | ------------------------------------------ | ------------- |
| 2009년 | 제60회 더 텔레비전 드라마 아카데미상  | 남우조연상                             | 메이의 집사                                |               |
| 2009년 | BLOG of the year 2009                 | 남성 탤런트·배우 부문                  | 빈칸                                       |               |
| 2010년 | 제20회 일본 영화 비평가 대상          | 신인 남우상                            | BECK                                       |               |
| 2011년 | 엘란도르상                            | 신인상                                 | 빈칸                                       | [ 67 ]        |
| 2013년 | 제1회 재팬 액션 어워드                | 베스트 액션 배우 부문 최우수상         | 바람의 검심                                |               |
| 2015년 | 제3회 재팬 액션 어워드                | 베스트 액션 연기상                     | 바람의 검심 - 교토대화재편 / 전설의 최후편 | [ 68 ]        |
| 2015년 | 제85회 더 텔레비전 드라마 아카데미    | 남우주연상                             | 천황의 요리사                              | [ 69 ]        |
| 2015년 | 도쿄 드라마 어워드 2015               | 최우수 남우주연상                      | [ 70 ]                                     |               |
| 2015년 | 제20회 부산 국제 영화제               | 〈아시아 캐스팅 마켓 2015〉 캐스팅보드 | 빈칸                                       | [ 12 ]        |
| 2016년 | 제24회 하시다상                       | 하시다상                               | 빈칸                                       | [ 71 ]        |
| 2016년 | 제42회 방송 문화 기금상               | 연기상                                 | 천황의 요리사                              | [ 72 ] [ 73 ] |
| 2018년 | 제41회 일본 아카데미상                | 우수 남우주연상                        | 8년을 뛰어넘은 신부                        | [ 74 ]        |
| 2018년 | 제6회 재팬 액션 어워드                | 베스트 액션 최우수 남우주연상          | 아인                                       | [ 75 ]        |
| 2018년 | 제13회 컨피던스 어워드 드라마상       | 남우조연상                             | 절반, 푸르다., 의붓 엄마와 딸의 블루스     | [ 76 ]        |
| 2018년 | 제98회 더 텔레비전 드라마 아카데미상  | 남우조연상                             | 절반, 푸르다.                              | [ 77 ]        |
| 2020년 | 제104회 더 텔레비젼 드라마 아카데미상 | 남우조연상                             | 사랑은 계속될 거야 어디까지나              | [ 78 ]        |
| 2020년 | 도쿄 드라마 어워드 2020               | 남우조연상                             | 사랑은 계속될 거야 어디까지나              | [ 79 ]        |
| 2020년 | Yahoo! 검색 대상 2020 대상            | 배우 부문                              | 빈칸                                       | [ 80 ]        |
| 2022년 | 제45회 일본 아카데미상                | 우수 남우주연상                        | 보호받지 못한 사람들                       |               |
| 2022년 | 제76회 마이니치 영화 콩쿨             | 남우주연상                             | 보호받지 못한 사람들                       |               |
| 2022년 | WEIBO Account Festival                | 2022 최우수 배우상                     | 빈칸                                       |               |

### 내용주
1. ↑  일각에서는 「연속 드라마 첫 주연」이라고 보도되었지만, 실제로는 《가면라이더 덴오》에 이어 두 번째 주연 작품이며, 「골든 타임 방송 드라마」에서의 첫 주연 본작이 된다.
2. ↑  2008년 3월 1일부터 2011년 6월 30일까지 아메바 블로그에서 열기, 현재는 폐쇄.
3. ↑  과거 공식 블로그 〈WITH〉 (2008년 10월 27일·28일자 게재로부터.)
4. ↑  《극장판 안녕히 가면라이더 덴오 파이널 카운트다운》 소장 팩 DVD 수록 인터뷰로부터.
5. ↑  2019년 7월 8일 방송에 게스트로 출연한 TV 아사히의 《테레비치도리》 로부터.
6. ↑  2021년 6월 21일에 등단한 영화 《바람의 검심 - 최종장 The Beginning》의 대히트 기념 무대 인사에서 「최근의 행복한 시간」에는 질문에 “야식에는 뻬얀구네요, 제대로 저녁식사도 했는데...위험하다”라고 말했다.
7. ↑  카나메 준와 공동 주연
8. ↑  개봉일 기준은 일본에서의 개봉일이다.
9. ↑  아야세 하루카와 공동 주연
10. 1 2  2편이 한 달 간격으로 연속 개봉되었다.
11. ↑  카미키 류노스케와 공동 주연
12. ↑  츠치야 타오와 공동 주연
13. ↑  타카하시 잇세이와 공동 주연
14. ↑  2012년 4월 29일 ~ 5월 1일 선공연 되었다.
15. ↑  이시하라 사토미와 공동 주연
16. ↑  개봉·방송일자 기준은 일본에서의 공개일이다.
17. ↑  미츠시마 히카리와 공동 주연
18. ↑  2007년 1월 28일부터 2008년 3월 1일까지 야프로그에서 전개되고 있던 공식 블로그 〈사토 타케루 블로그 시작하겠습니다. 약해서 미안해〉가 도서화 된 작품.
19. ↑  〈주간 TV 가이드〉 연재 칼럼 〈타케루 모드〉 야나이 미치히코의 디렉션으로 새롭게 첫 공개된 화보와 인터뷰를 추가한 작품.
20. ↑  학연 〈POTATO〉, 사토 타케루 칼럼 시작하겠습니다. vol.01, P 127, 2007년 6월호로부터.

### 참조주
1. 1 2 3  “사토 타케루, 카미키 류노스케, 원오크가 아뮤즈에서 독립적”. 닛칸스포츠. 2021년 3월 16일. 2021년 6월 2일에 확인함.
2. ↑  “교장 통신 제30호 「초전도와 바람의 검심」”. 사이타마 현립 고시가야키타 고등학교. 2015년 9월 1일. 2020년 7월 10일에 확인함.
3. ↑  “사토 타케루 「켄신」을 뛰어넘는 타협없는 도전 요리 장면도”. 《스포니치》. 2015년 4월 28일. 2016년 1월 6일에 확인함.
4. ↑  “헤세이 태생도 태도를 표현하는 “쇼의 남자” 미학에 “자신을 어필한다」”. zakzak. 2013년 5월 31일. 2016년 5월 11일에 확인함.
5. ↑  “사토 타케루 「덴오」주연 결정에서 고생담까지 이야기 치운다!  Blu-rayBOX 인터뷰 게재”. cinemacafe.net. 2017년 3월 24일. 2021년 5월 24일에 확인함.
6. 1 2  ““냄비 토보” 미우라 하루마, 사토 타케루, DVD 아이돌 이미지 부문 최고 순위와 첫주 판매 기록 경신”. ORICON STYLE. 2010년 2월 24일. 2015년 5월 25일에 확인함.
7. ↑  “사토 타케루, NTV 계열 「Q10」로 연속 드라마 첫 주연”. 《SANSPO.COM》. 2010년 8월 9일. 2010년 8월 16일에 원본 문서에서 보존된 문서. 2013년 8월 15일에 확인함.
8. 1 2  “사토 타케루 연속 드라마 첫 주연!...10월 시작 NTV 계열 「Q10」”. 《스포츠호치》. 2010년 8월 9일. 2010년 8월 11일에 원본 문서에서 보존된 문서. 2013년 8월 15일에 확인함.
9. ↑  “『바람의 검심』이 메가히트한 사토 타케루, 차기 도전”. 《nikkei.com》. 2015년 2월 16일. 2016년 1월 5일에 확인함.
10. ↑  “「천왕의 요리사」사토 타케루의 칼 솜씨에 본업의 요리사도 감탄 「이 모습, 좋은 느낌」”. 《스포니치 아넥스》. 2015년 5월 31일. 2016년 1월 5일에 확인함.
11. ↑  “「천왕의 요리사」 대역없이 사토 타케루를 지도 서양 요리의 수석 교수 「확실한 100점」”. 《스포니치 아넥스》. 2015년 7월 5일. 2016년 1월 5일에 확인함.
12. 1 2  정유진 (2015년 10월 5일). “송강호+'캐스팅보드' 6인, 亞영화 미래가 당신 어깨에 (종합) [20th BIFF]”. OSEN. 2020년 10월 16일에 확인함.
13. ↑  ““전왕” 사토 타케루, 10년 만에 가면라이더 작품에 출연 「나의 원점」”. 《ORICON NEWS》. 오리콘. 2018년 12월 22일. 2019년 3월 11일에 확인함.
14. ↑  “사토 타케루가 YouTube 채널 개설 최최의 카미시라이시 모네 게스트로 맞아 생 전달”. 《영화 나탈리》 (나타샤). 2020년 3월 18일. 2020년 3월 18일에 확인함.
15. ↑  “사토 타케루 공식 유튜브가 “코이츠즈” 효과 로 이미 100만명 돌파 개설 후 3일 이내에”. 《Sponichi Annex》 (스포니치 신문사). 2020년 3월 21일. 2020년 3월 21일에 확인함.
16. 1 2  “사토 타케루 & 카미키 류노스케 & 원오크가 아뮤즈에서 독립  발표”. 《SANSPO.COM》 (산케이디지털). 2021년 3월 16일. 2021년 3월 16일에 확인함.
17. ↑  “사토 타케루 「여기까지 왔다면 규명해 갑시다」”. 2020년 7월 21일에 원본 문서에서 보존된 문서. 2020년 3월 6일에 확인함.
18. ↑  “연예계 오델로 최강의 사토 타케루가 세계 챔피언과 진검 승부  「행렬이 생기는 법률 상담소」”. 2016년 8월 21일에 원본 문서에서 보존된 문서. 2020년 3월 6일에 확인함.
19. ↑  “사실 「수수께끼 사랑」의 사토 타케루가 시로타 유우, 치바 유다이와 「나조토레」에 도전”. 2017년 9월 26일. 2020년 7월 21일에 확인함.
20. ↑  “「기적의 류 타로스·댄서 탄생 비화」”. 《가면라이더 덴오 공식 사이트》. 도에이. 2012년 7월 15일에 원본 문서에서 보존된 문서. 2017년 4월 19일에 확인함.
21. ↑  “사토 타케루, 고등학교 생활에 후회 「스카로 3년 끝났다」”. 《nikkansports.com》. 2015년 9월 23일. 2014년 9월 24일에 확인함.
22. ↑  “월간 4B 포·비] 2009년 5월호 「특집 신병 전설 다시!」”. 2009년 5월 7일에 원본 문서에서 보존된 문서. 2009년 5월 1일에 확인함.
23. ↑  “『바람의  검심』대만 공개, 사토 타케루 현지 잠입”. 문화통신.com. 2012년 12월 8일. 2015년 9월 24일에 확인함.
24. ↑  “사토 타케루 산타의 선물은 사랑하는 고양이 코치로와 푸치로”. 엔터테인먼트 종합 모바일 포털  사이트. 2015년 4월 25일에 확인함.
25. ↑  “사토 타케루에 닿은 기분좋은 LINE이 치유된 애묘의 “양배추말이”에「귀엽다」”. 모델프레스. 2016년 5월 18일. 2016년 7월 6일에 확인함.
26. 1 2  “이케 멘 배우·사토 타케루의 “마지막의 론게”에 팬 3500명 운집!!”. ORICON STYLE. 2008년 8월 17일. 2016년 7월 7일에 확인함.
27. ↑  “사토 타케루 : 삭발을 이벤트로 첫 피로 「중학교 야구부 이후」”. 《MANTANWEB》. 2015년 4월 9일. 2015년 9월 25일에 원본 문서에서 보존된 문서. 2015년 9월 24일에 확인함.
28. 1 2 3  “사토 타케루, 「가면 라이더」에서 6년 반...배우 인생을 되돌아”. 시네마투데이. 2013년 11월 25일. 2013년 12월 11일에 확인함.
29. ↑  “시로타 유우 「친구는 사토 타케루」”. 《DAILY SPORTS ONLINE》. 2015년 5월 3일. 2015년 9월 24일에 확인함.
30. ↑  “사토 타케루, 생일에 시로타 유우, 미우라 쇼헤이, ONE OK· Taka 등 호화 멤버 집결!”. 크랭크인!!. 2015년 3월 23일. 2015년 9월 24일에 확인함.
31. 1 2  “사토 타케루, 친구·치도리 노브와 레귤러 버라이어티 수수께끼 기획으로 「오프 생활을 거의 함께」”. 《모델프레스》. 인터넷 네이티브. 2020년 12월 17일. 2021년 1월 8일에 확인함.
32. ↑  “사토 타케루 「원오크」Taka와의 관계는 「아내이자 남편!」”. cinemacafe.net. 2014년 8월 19일. 2014년 9월 9일에 확인함.
33. 1 2  “사토 타케루  & 원오크 Taka “친구” 2샷에 큰 반향! 「최강 콤비」 「정말 사이 좋은」”. 시네마 투데이. 2016년 5월 31일. 2016년 7월 7일에 확인함.
34. 1 2  “사토 타케루, “세상에서 가장 좋아하는 음식” 밝힌다”. 나리 나리 닷컴. 2021년 5월 30일. 2021년 5월 30일에 확인함.
35. ↑  “Mr.Children 영화 《리얼 완전한 수장룡의 날》 주제가가 신곡 「REM」 결정”. BARKS. 2012년 3월 14일. 2013년 8월 15일에 확인함.
36. ↑  “사토 타케루 후카츠 에리를 「좋아합니다」”. 데일리 스포츠online. 2015년 4월 25일. 2020년 12월 7일에 확인함.
37. ↑  “사토 타케루, 주 5회 먹는 「스키야」를 30시간 만에 먹고 감격”. Smart FLASH. 2021년 7월 18일에 확인함.
38. ↑  “사토 타케루 「심야의 뻬얀구」 행복한 저녁 식사를 먹어도”. 데일리 스포츠 online. 2021년 6월 12일에 확인함.
39. ↑  “사토 타케루 : 자신의 영웅 “코난군” 「멋진......」”. 《MANTANWEB》. 2018년 4월 20일. 2018년 5월 31일에 확인함.
40. ↑  〈다빈치〉 2014년 5월호, KADOKAWA, 도쿄도 지요다구 후지미 2번가 13번 3호, 2014년 4월 5일, 60 페이지.
41. ↑  “사토 타케루, 기념 드라마로 비극의 소년병”. 《SANSPO.COM》. 2011년 7월 13일. 2011년 7월 14일에 원본 문서에서 보존된 문서. 2015년 1월 10일에 확인함.
42. ↑  “내년 봄 아침 드라마 『절반, 푸르다.』　 사토 타케루에 거는 큰 기대”. 《ORICON NEWS》 (oricon ME). 2017년 8월 22일. 2017년 8월 22일에 확인함.
43. ↑  “카미시라이시 모네 × 사토 타케루 「사랑은 계속될 거야 어디까지나」드라마화 결정 간호사 & “쵸 도S” 닥터  러브 코미디”. 모델프레스. 2019년 11월 13일. 2019년 11월 13일에 확인함.
44. ↑  “「아인」이 실사 영화화! 주연은 사토 감독은 「춤추는 대수사선」 모토히로 카츠유키”. 《영화나탈리》 (주식회사 나타샤). 2016년 11월 4일. 2016년 11월 4일에 확인함.
45. ↑  “사토 타케루 × 츠치야 타오에서 난치병과 싸운 커플의 실화를 영화화 감독은 제제 다카히사”. 《영화나탈리》. 2016년 12월 7일. 2016년 12월 7일에 확인함.
46. ↑  “사토 타케루 × 타카하시 잇세이, 첫 공동 출연! 오오토모 히로시 감독 「억남」에 후지와라 타츠야, 사와지리 에리카 등 호화 포진”. 《영화.com》. 2018년 3월 5일. 2018년 3월 6일에 확인함.
47. ↑  “「헤이세이 제네레이션즈 FOREVER」가 “전왕 영화”에 된 경위는? 사토 타케루의 생각이 분명”. 영화나탈리. 2018년 12월 27일. 2018년 12월 27일에 확인함.
48. ↑  “야마다 타카유키 주연 & 프로듀스「2초 출연을 결정했다」사토 타케루, 아라카와 요시요시 등도 출연 <하드 코어>”. 모델프레스. 2017년 8월 11일. 2017년 10월 5일에 확인함.
49. ↑  “히로세 스즈 주연 「한 번 죽어 봤다」 사토 타케루, 이케다 에라이자, 니시노 나나세 등 추가 캐스트 23명 발표”. 《ORICON NEWS》. 2019년 12월 2일. 2019년 12월 2일에 확인함.
50. ↑  “실사 영화 「바람의 검심」2020년 여름 공개 결정! 에도 막부 말기와 메이지를 그리는 최종장을 2작 연속”. 영화나탈리. 2019년 4월 12일. 2019년 4월 12일에 확인함.
51. ↑  “사토 타케루 주연 영화 「바람의 검심 최종장」 내년 GW 공개 연기”. 《SANSPO.COM》 (산케이디지털). 2020년 5월 27일. 2020년 5월 28일에 확인함.
52. ↑  “사토 타케루. 로미오 역으로 로맨틱 감화 첫 주연 무대 「마법 걸기」”. ORICON STYLE. 2012년 4월 29일. 2013년 8월 15일에 확인함.
53. ↑  “애니메이션 영화 「드래곤 퀘스트」호화 캐스트 13명 공개 주인공 사토 타케루, 비앙카에 아리무라 카스미, 플로라에 하루”. 《ORICON NEWS》 (oricon ME). 2019년 4월 4일. 2019년 4월 4일에 확인함.
54. ↑  “사토 타케루, 호소다 마모루 감독 최신작 「용과 주근깨 공주」에서 “용”의 성우 담당”. 《ORICON NEWS》 (oricon ME). 2021년 7월 6일. 2021년 7월 6일에 확인함.
55. ↑  “『의붓 엄마와 딸의 블루스 2020년 근하신년 스페셜』의 오리지날 스토리를 Paravi에서 독점 전달 결정!”. 《News.Paravi》. 2019년 12월 12일. 2020년 2월 26일에 원본 문서에서 보존된 문서. 2019년 12월 12일에 확인함.
56. ↑  “우타다 히카루의 명곡을 잇는 드라마 「First Love 첫사랑」 미츠시마 히카리 × 사토 타케루 W 주연으로 2022년 전달 결정”. 《크랭크인!》. 브로드 미디어. 2020년 12월 3일. 2021년 4월 11일에 확인함.
57. ↑  “사토 타케루 NHK 첫 다큐멘터리 「본 모습뿐」”. 《오리콘 스타일》. 2012년 2월 9일. 2012년 4월 2일에 확인함.
58. ↑  “인기 배우·사토 타케루와 인기 작가·키자라 이즈미 꿈의 대담! 드라마의 양면과를 말해 버릴 「SWITCH 인터뷰 달인들」”. 테레비 도갓찌. 2014년 11월 8일. 2015년 1월 10일에 확인함.
59. ↑  “사토 타케루, 중남미의 세계 유산 취재 고대 문명에 생각 날렸다 「어떻게...」”. 《Sponichi Annex》. 2016년 12월 1일. 2017년 4월 19일에 확인함.
60. ↑  “「사토 타케루 & 치도리 노브여!」 친구 특집 제2탄 결정 “더욱 멋진 모습” 예고 - 모델 프레스”. 《모델프레스》. 2021년 7월 20일에 확인함.
61. ↑  “사토 타케루, 올 나이트 닛폰에서 2번째 퍼스널리티”. 《SANSPO.COM》. 2013년 12월 4일. 2013년 12월 11일에 확인함.
62. ↑  “사토 타케루 : 타케이 에미의 게스트에게 3번째 올 나이트”. 《MANTANWEB》. 2014년 7월 25일. 2015년 4월 29일에 원본 문서에서 보존된 문서. 2014년 9월 9일에 확인함.
63. ↑  “사토 타케루, 생방송 퍼스널리티에 첫 도전 아야노 고·시로타 유우가 출연 「아인」”. 모델프레스. 2017년 9월 25일. 2017년 10월 5일에 확인함.
64. ↑  “사토 타케루, 앳된 과거에 수줍어 6년 반의 절정을 발표”. 《모델프레스》. 인터넷 네이티브. 2013년 11월 19일. 2021년 8월 6일에 확인함.
65. ↑  “「사토 타케루 다시 좋아졌습니다」 감동과 발견에 절실히”. 모델프레스. 2017년 4월 8일. 2017년 4월 19일에 확인함.
66. ↑  “귀중한 사진 가득! 9월 5일 발매 [사토 타케루 in 절반 푸르다.] PHOTO BOOK 사진전 개최 및 특전이 결정!”. 도쿄 뉴스 통신사. 2018년 8월 22일. 2021년 8월 6일에 확인함.
67. ↑  “2011년 엘란도르상 신인상 6명이 결정! 마쓰시타 & 무카이의 「게게게 여보」등이 수상”. 오리콘. 2011년 2월 3일. 2018년 12월 10일에 확인함.
68. ↑  “사토 타케루가 최고의 액션 배우! 「바람의 검심」액션 어워드 4관왕에 빛나는!”. 시네마투데이. 2013년 4월 20일. 2018년 5월 31일에 확인함.
69. ↑  “제85회 드라마 아카데미상 발표!”. KADOKAWA. 2017년 4월 19일에 확인함.
70. ↑  “『천황의 요리사』가 4관왕 수상 「도쿄 드라마 어워드 2015」”. ORICON STYLE. 2015년 10월 21일. 2015년 10월 21일에 확인함.
71. ↑  “사토 타케루·스즈키 료헤이 「천황의 요리사」가 3관왕 두 명이 모여 영광의 환희”. 모델프레스. 2016년 5월 10일. 2016년 5월 11일에 확인함.
72. ↑  “드라마 「빨강 송사리」가 방송 문화 기금상  최우수상 우수상은 「천황의 요리사」”. 《스포니치 아넥스》. 2016년 6월 8일. 2016년 6월 8일에 확인함.
73. ↑  “사토 타케루 「황제의 요리사」로 방송 문화 기금상 수상”. ORICON STYLE. 2016년 7월 5일. 2016년 7월 7일에 확인함.
74. ↑  “제41회 일본 아카데미상”. 《일본 아카데미상 공식 사이트》. 2018년 1월 17일에 확인함.
75. ↑  “제6회 재팬 액션 어워드 「HiGH & LOW」가 2관왕, 최우수 남우주연상 수상은 사토 타케루”. 《영화나탈리》. 나타샤. 2018년 3월 17일. 2018년 5월 31일에 확인함.
76. ↑  “【18년 7월기 드라마상】“드라마 회귀” 사토 타케루가 남우조연상 아침 드라마&「기보무스」와 함께”. 《ORICON NEWS》. 오리콘. 2018년 10월 26일. 2018년 10월 27일에 확인함.
77. ↑  “남우조연상 수상 결과 1위 : 사토 타케루 제98회 - 더 텔레비젼 드라마 아카데미상”. 《더 텔레비젼》. 2018년 11월 14일에 확인함.
78. ↑  “남우조연상 수상 결과 1위 : 사토 타케루 제104회 - 더 텔레비젼 드라마 아카데미상”. 《더 텔레비젼》. 2020년 11월 16일에 확인함.
79. ↑  “「도쿄 드라마 어워드 2020」수상 작품 결정!”. 국제 드라마 페스티벌 in TOKYO 실행위원회. 2020년 10월 29일. 2020년 10월 29일에 원본 문서에서 보존된 문서. 2020년 10월 30일에 확인함.
80. ↑  “사토 타케루 「Yahoo! 검색 대상 2020」 대상 및 배우 부문상 W 수상의 “올해의 얼굴”에 「코이츠즈」가 YouTube 개설 화제를 휩쓰는”. 《더 텔레비젼》. 2020년 12월 9일에 확인함.